# Kauhajärvi (sjö i Pälkäne, Birkaland)
Kauhajärvi är en sjö i kommunen Pälkäne i landskapet Birkaland i Finland. Sjön ligger 114,5 meter över havet. Arean är 48 hektar och strandlinjen är 5,67 kilometer lång. Sjön  ingår i Kumo älvs huvudavrinningsområde.   Den ligger omkring 62 km öster om Tammerfors och omkring 120 km norr om Helsingfors. 